# Đại Nài
Đại Nài là một phường thuộc thành phố Hà Tĩnh, tỉnh Hà Tĩnh, Việt Nam.

## Địa lý
Phường Đại Nài có vị trí địa lý:
- Phía đông giáp xã Tượng Sơn
- Phía tây giáp xã Tân Lâm Hương
- Phía nam giáp xã Cẩm Vịnh và xã Thạch Bình
- Phía bắc giáp các phường Nam Hà, Hà Huy Tập, Văn Yên.

Phường Đại Nài có diện tích 4,28 km², dân số năm 2023 là 6.916 người, mật độ dân số đạt 1.615 người/km².
Từ xa xưa trên địa bàn xã này có tuyến kênh Nhà Lê nối từ kinh đô Hoa Lư đến Đèo Ngang đi qua, là tuyến đường thủy đầu tiên trong lịch sử Việt Nam và được coi là tuyến đường Hồ Chí Minh trên sông vì những đóng góp cho các cuộc chiến tranh của người Việt.

## Hành chính
Phường Đại Nài được chia thành 8 tổ dân phố: 2, 3, 4, 5, 6, 7, 8, 10.

## Lịch sử
Ngày 16 tháng 9 năm 1989, Hội đồng Bộ trưởng ban hành Quyết định số 127-HĐBT về việc sáp nhập toàn bộ 374,52 ha diện tích tự nhiên và quy mô dân số là 3.219 người của xã Đại Nài thuộc huyện Thạch Hà vào thị xã Hà Tĩnh quản lý.
Ngày 2 tháng 1 năm 2004, Chính phủ ban hành Nghị định số 09/2004/NĐ-CP về việc thành lập phường Đại Nài thuộc thị xã Hà Tĩnh trên cơ sở toàn bộ 425,71 ha diện tích tự nhiên và 5.748 nhân khẩu.
Phường Đại Nài có 10 tổ dân phố: 1, 2, 3, 4, 5, 6, 7, 8, 9, 10.
Ngày 15 tháng 12 năm 2019, HĐND tỉnh Hà Tĩnh ban hành Nghị quyết số 185/NQ-HĐND về việc:
- Sáp nhập tổ dân phố 1 vào tổ dân phố 2.
- Sáp nhập tổ dân phố 9 và tổ dân phố 8.

Phường Đại Nài có 8 tổ dân phố: 2, 3, 4, 5, 6, 7, 8, 10.

## Văn hóa
Di tích Đạo thành Đại Nài.